# Móricz-gyűrű
A Móricz-gyűrű a nyíregyházi Móricz Zsigmond Színház társulatának tagjai által 1986-tól minden évad végén megszavazott elismerése, az adott évadban nyújtott kiemelkedő teljesítményekért. Az elismerést a társulat művészei és művészeti dolgozói kaphatják. Első alkalommal Bárány Frigyest jutalmazták a gyűrűvel.

## Díjazottak
| Év                                          | Díjazott (és foglalkozása, amennyiben nem színész) |
| ------------------------------------------- | -------------------------------------------------- |
| 2020                                        | Tóth Károly                                        |
| 2019                                        | Gulácsi Tamás                                      |
| 2018                                        | Nem került kiosztásra                              |
| 2017                                        | Nagyidai Gergő                                     |
| 2016                                        | Horváth László Attila                              |
| 2015                                        | Tasnádi Csaba igazgató                             |
| 2015-ben a díj neve Móricz-díjra változott. |                                                    |
| 2014                                        | Szabó Márta                                        |
| 2013                                        | Fridrik Noémi                                      |
| 2012                                        | Pregitzer Fruzsina                                 |
| 2011                                        | Fazekas István                                     |
| 2010                                        | Gáspár Tibor                                       |
| 2009                                        | Puskás Tivadar                                     |
| 2008                                        | Fülöp Angéla                                       |
| 2007                                        | Horváth László Attila                              |
| 2006                                        | Gerle Andrea                                       |
| 2005                                        | Széles Zita                                        |
| 2004                                        | Avass Attila                                       |
| 2003                                        | –                                                  |
| 2002                                        | Egyed Attila                                       |
| 2001                                        | Kocsis Gyöngyvér művészeti főtitkár                |
| 2000                                        | Csoma Judit                                        |
| 1999                                        | Tóth Károly                                        |
| 1998                                        | Megyeri Zoltán                                     |
| 1997                                        | Zubor Ágnes                                        |
| 1996                                        | Verebes István igazgató                            |
| 1995                                        | Gazsó György                                       |
| 1994                                        | Gados Béla                                         |
| 1993                                        | Horváth László Attila                              |
| 1991                                        | Ilyés Róbert                                       |
| 1990                                        | Orosz Helga                                        |
| 1989                                        | Varjú Olga                                         |
| 1988                                        | Safranek Károly                                    |
| 1987                                        | Szigeti András                                     |
| 1986                                        | Bárány Frigyes                                     |